# Majlis
Majlis (en arabe : المجلس, au pluriel majalis) est un terme arabe signifiant « endroit où l'on s'assoit », utilisé pour décrire divers types de rassemblements spéciaux entre groupes d'intérêt communs de nature administrative, sociale ou religieuse dans les pays ayant des liens linguistiques ou culturels avec le monde musulman
Le Majlis est inscrit depuis 2015 au patrimoine culturel immatériel de l'humanité sur la liste représentative du patrimoine culturel immatériel de l’humanité.

## Assemblée législative
Le terme a aussi le sens d'assemblée législative dans les pays de culture islamique. Il existe quelques exemples aujourd'hui :
- Algérie - Parlement bicaméral composé de deux assemblées législatives :
  - Conseil de la Nation (Majlis al-Umma) - Chambre haute du Parlement bicaméral
  - Assemblée populaire nationale (Majlis al-Sha'abi al-Watani) - Chambre basse du Parlement bicaméral
- Arabie saoudite - Conseil consultatif (Majlis al-Shura) - Parlement monocaméral
- Azerbaïdjan - Assemblée nationale (Milli Məclisi) - Parlement monocaméral
- Égypte - Chambre des députés (Maglis al-Nuwaab) - Parlement monocaméral
- Indonésie - Assemblée délibérative du peuple (Majelis Permusyawaratan Rakyat) - Parlement bicaméral
- Iran - Conseil consultatif islamique (Majles-e Shorâ-ye Eslami) - Parlement monocaméral
- Jordanie - Conseil de la Nation (Majlis al-Umma) - Parlement bicaméral composé de deux assemblées législatives :
  - Conseil du Sénat (Majlis al-Ayan) - Chambre haute du Parlement bicaméral
  - Chambre des députés (Majlis al-Nuwaab") - Chambre basse du Parlement bicaméral
- Kazakhstan - Assemblée (Majilis) - Chambre basse du Parlement bicaméral
- Koweït - Conseil de la Nation (Majlis al-Umma) - Parlement monocaméral
- Maldives - Conseil du peuple (People's Majlis) - Parlement monocaméral
- Oman - Conseil consultatif (Majlis al-Shura) - Chambre basse du Parlement bicaméral
- Ouzbékistan - Conseil suprême (Oliy Majlis) - Parlement bicaméral
- Pakistan - Conseil consultatif (Majlis-e-Shoora) - Parlement bicaméral
- Turkménistan - Assemblée (Mejlis) - Parlement monocaméral
- Turquie - Grande Assemblée nationale de Turquie (Türkiye Büyük Millet Meclisi) - Parlement monocaméral
- Yémen - Chambre des représentants (Majlis al-Nuwaab") - Parlement monocaméral

## Architecture
Le mot majlis est aussi un terme arabe désignant une pièce dans une maison utilisée pour divertir la famille et les amis. Dans certaines maisons, il y a même un majlis pour les femmes et une pour les hommes.

## Cérémonie
Aux Comores, le madjlisse est une manifestation masculine où les invités sont accueillis par des petits garçons d'une médersa fredonnant un chant religieux qu'on appelle le Kassuida. Les hommes portent les habits traditionnels conformes à leur rang social. C'est là qu'a lieu habituellement le jeudi soir, juste après la prière sur une place publique, l'annonce des dates des manifestations du grand mariage. On y sert des boissons, gâteaux, samoussas, etc. C'est une des plus grosses dépenses du Grand mariage.

## Littérature
Le mot majlis apparaît dans le titre d'œuvres qui ont la forme de séances, ou d'un discours qui s'adresse à un auditoire. Ainsi les majalis du poète Saadi ou le Majlis : Discours sur l’Ordre et la création de Shahrastani.
Il désigne au Moyen Âge le débat dialectique, la discussion argumentée entre théologiens. Les majalis sont des réunions où l'on se livre à la jadal ou mujadala (dialectique ou controverse), parfois organisées par un calife entre des représentants de diverses religions.